# تیگران ال. پطروسیان
تیگران ال. پطروسیان (ارمنی: Տիգրան Լևոնի Պետրոսյան; زاده ۱۷ سپتامبر ۱۹۸۴) شطرنج‌باز اهل ارمنستان است. وی عنوان استادبزرگ شطرنج را در سال ۲۰۰۴ کسب نموده‌است. در سن پنج سالگی بازی شطرنج را آموخت.
وی در المپیاد شطرنج در سال‌های ۲۰۰۸ و ۲۰۱۲ به مدال طلا دست یافت.
در دسامبر ۲۰۰۹ عنوان «استاد افتخاری ورزش جمهوری ارمنستان» به وی اعطا گردید.
| به‌دلیل برخی مشکلات فنی، نمودارها موقتاً قابل مشاهده نیستند. اطلاعات بیشتر پیرامون این مشکل در فابریکاتور و وبگاه مدیاویکی در دسترس است. | |
| | به‌دلیل برخی مشکلات فنی، نمودارها موقتاً قابل مشاهده نیستند. اطلاعات بیشتر پیرامون این مشکل در فابریکاتور و وبگاه مدیاویکی در دسترس است. |